# Kopalnia Węgla Kamiennego Victoria

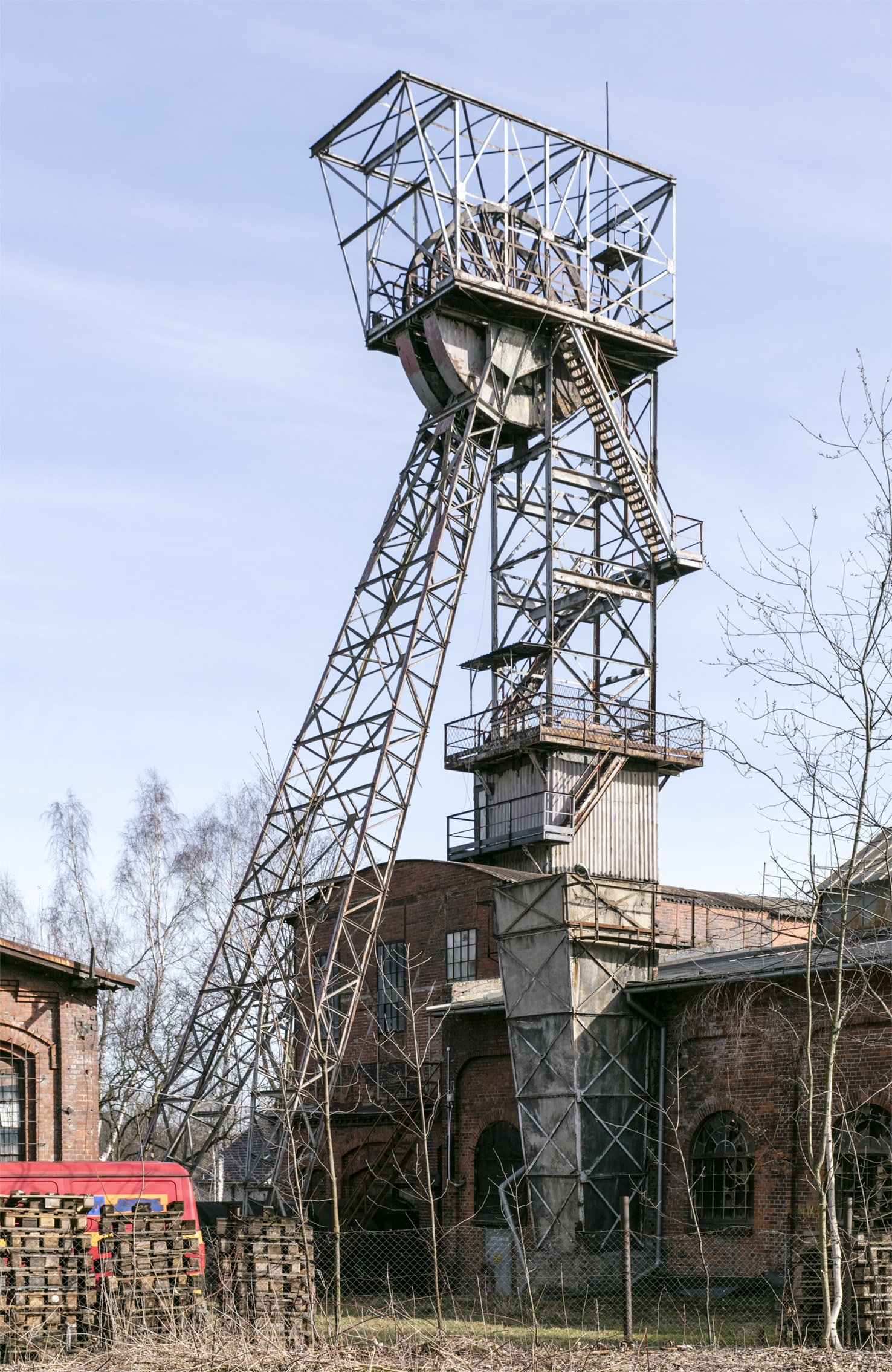
Wieża wyciągowa szybu Irena w Sobięcinie (2016)

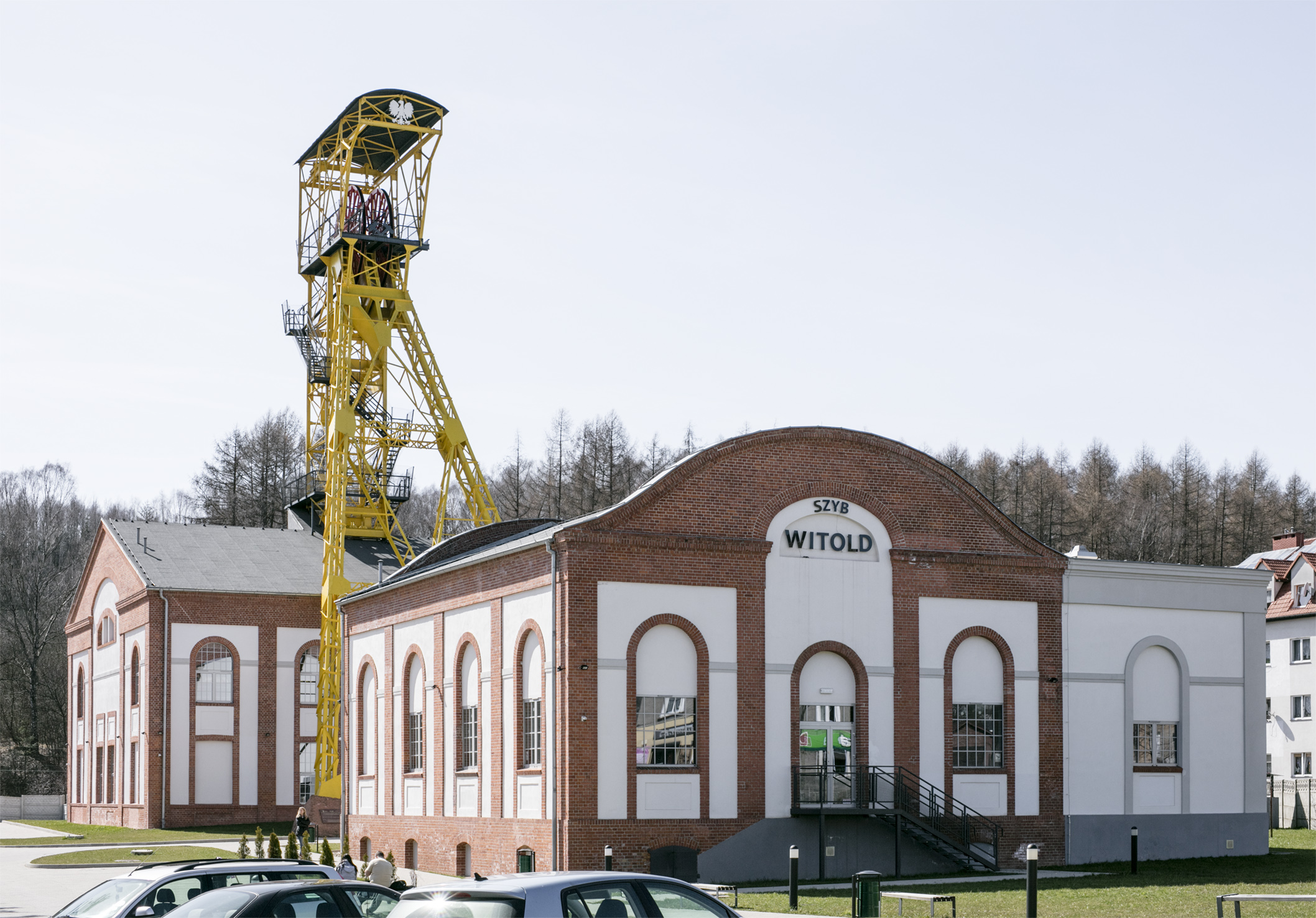
Nadszybie szybu Witold w Boguszowie-Gorcach (2016)

Kopalnia Węgla Kamiennego Victoria (niem. Vereinigte Glückhilf-Friedenshoffnung / Heydt Schacht) – kopalnia węgla kamiennego na Sobięcinie w Wałbrzychu działająca w latach 1892–1994. Kopalnia znajdowała się przy ulicy Kosteckiego sąsiadując z Koksownią Victoria, oraz z polem wydobywczym „Szyby Siostrzane” przy ulicy 1 Maja.

## Historia
Kopalnia powstała w 1892 z połączenia kopalń: "Glückhilf",  "Friedenshoffnung" i "Julius" pod wspólną nazwą Vereinigte Glückhilf-Friedenshoffnung. Była własnością gwarectwa utworzonego w 1890 o tej samej nazwie. W 1920 większość udziałów gwarectwa wykupił górnośląski koncern  hutniczy: Oberschlesische Eisenindustrie A.G. w Gliwicach, a od 1928 kopalnia została własnością spółki Niederschlesische Bergbau AG Waldenburg. Następnie eksploatowana łącznie z kopalniami: Gustav, Carl-Georg-Victor i Abendrothe. Od  1945 kopalnia nosiła nazwę "Victoria" (od szybu wydobywczego).
W 1984 zaczęto budować przy kopalni Victoria szyb o nazwie Kopernik. Miał on być głównym szybem wydobywczym nowej kopalni powstałej z połączenia trzech czynnych wówczas wałbrzyskich kopalń (Thorez, Wałbrzych i Victoria).  Wydrążono szyb wydobywczy o głębokości 1166 metrów z 80-metrową wieżą szybową. Wykonano już około 80% robót nakładem 7,6 mld zł (wg cen z 1988). Kopernik pracował już jako szyb wentylacyjny dla kopalń: Victoria i Wałbrzych. Dodatkowo 6 mld zł wydano na budowę zakładu przeróbki mechanicznej węgla. Jednak po 1989 roku rozpoczął się w rejonie wałbrzyskim proces likwidacji zakładów przemysłowych, a w pierwszej kolejności kopalń. Ostatecznie inwestycja nie została dokończona a szyb Kopernik został zasypany.
1 stycznia 1991 minister przemysłu postawił w stan likwidacji trzy dolnośląskie kopalnie: ˝Wałbrzych˝, ˝Thorez˝, ˝Victoria˝. Ostatecznie z początkiem 1994 kopalnię unieruchomiono i całkowicie wstrzymano wydobycie. Niektóre budynki zostały wyburzone inne zostały zachowane.

## Katastrofa górnicza

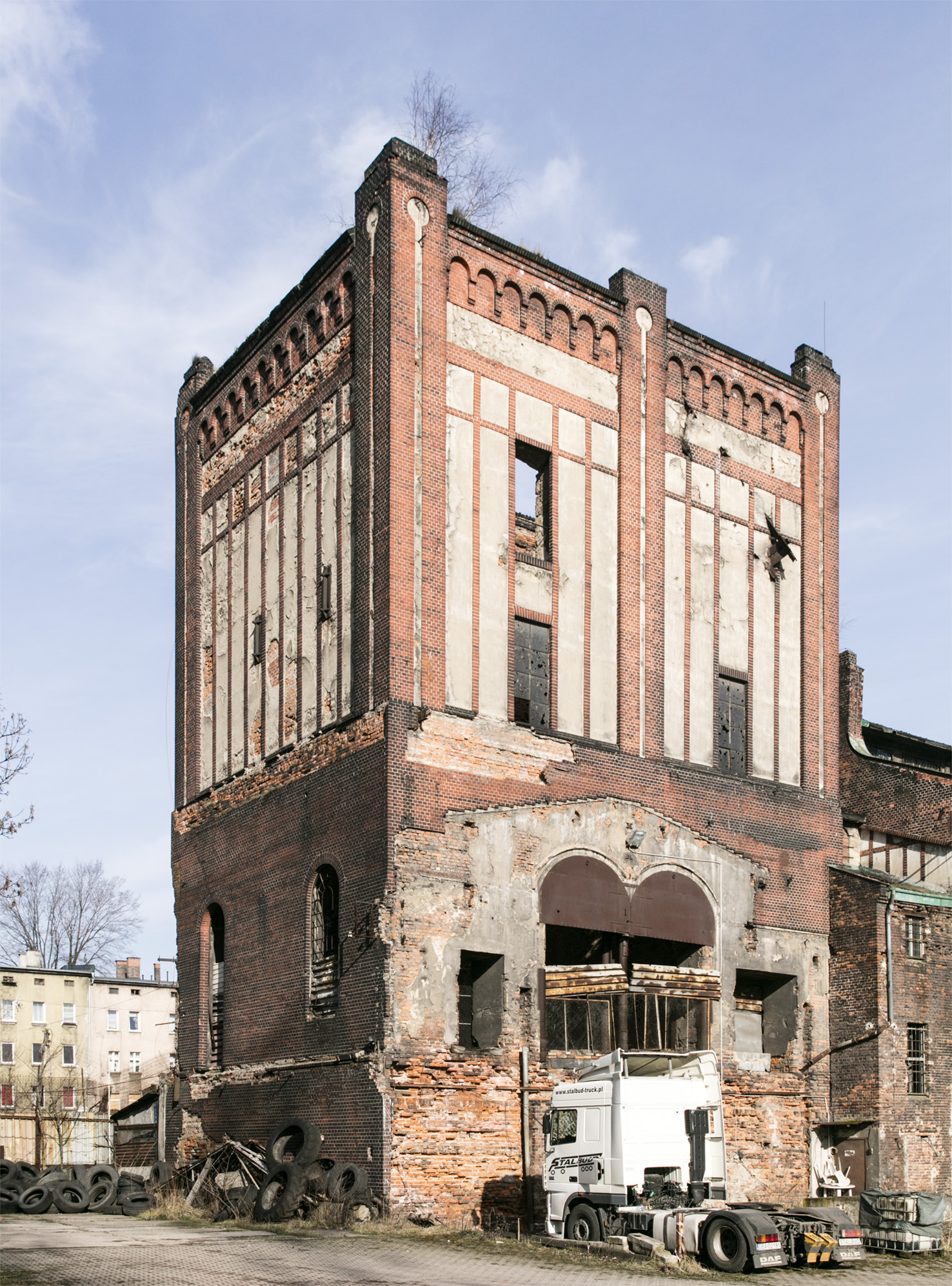
Wieża wyciągowa szybu Siostrzanego I w Sobięcinie (2016)

29 lipca 1929 roku  w kopalni  doszło do katastrofy. Przyczyną katastrofy był obwał przodka, w wyniku tego wzrosło uwalnianie się metanu z odsłoniętej calizny. Zapalnikiem była niesprawna lampa z nieszczelną zewnętrzną siateczką osłaniającą, w wyniku tego doszło do wybuchu metanu. Tragedia rozegrała się o godzinie 18:40 w  polu wydobywczym „Szyby Siostrzane” przy ulicy 1 Maja, w tym czasie, na tym odcinku pracowało 35 górników. W wyniku katastrofy na miejscu zginęło 23 górników  a 10 zostało ciężko rannych, ranni górnicy mieli poparzone drogi oddechowe oraz ciężkie i rozległe oparzenia powłok skórnych, co później spowodowało śmierć rannych górników. Liczba ofiar sięgnęła 33 górników. Z tej katastrofy przeżyło 2 górników, którzy znajdowali się w dalszej części podziemia i nie byli narażeni bezpośrednio na wybuch. Pierwsze zastępy ratowników dotarły po 40 minutach i przystąpiły do akcji ratunkowej.